# Luckenbach (Texas)
Luckenbach ist eine Siedlung auf gemeindefreiem Gebiet (unincorporated community) im Südosten des Gillespie County im US-amerikanischen Bundesstaat Texas und liegt im Texas Hill Country. Luckenbach liegt am Grape Creek, einem Nebenfluss des Pedernales River, und ist etwa 20 Kilometer von Fredericksburg (Texas) entfernt sowie 80 Kilometer nördlich von San Antonio und ebenso weit westlich von Austin (Texas).

## Geschichte
Luckenbach wurde Ende der 1840er von deutschen Farmern besiedelt, darunter die Brüder Jacob und August Luckenbach. Das älteste Gebäude Luckenbachs ist ein Gemischtwarenladen und Saloon, der 1849 von Minna Engel – deren Vater ein deutscher Wanderprediger war – eröffnet wurde. Die Gemeinde, deren erstes Postamt 1854 unter dem Namen South Grape Creek eröffnet wurde, wurde 1886 nach Minnas Verlobtem und späterem Ehemann Albert Luckenbach benannt. Das Paar zog 1892 nach Martinsburg, das nach der Eröffnung einer Poststelle auf den Namen Albert Luckenbachs in Albert umbenannt wurde. Luckenbach war als Handelsniederlassung gegründet worden und betrieb Handel mit den Comanchen, mit denen seit 1847 ein von John O. Meusebach geschlossener Friedensvertrag galt.
Nach einigen Quellen gelang 1865 – über 35 Jahre vor den Brüdern Wright – Jacob Brodbeck der erste erfolgreiche Flug der Luftfahrtgeschichte auf einem Feld bei Luckenbach, wo er als Lehrer tätig war.
Die Einwohnerzahl Luckenbachs wuchs bis zu einem Höchststand von 492 im Jahr 1904, in den 1960er-Jahren war Luckenbach jedoch fast zu einer Geisterstadt geworden. Hondo Crouch kaufte 1970 auf Grund einer Zeitungsanzeige („town – pop. 3 – for sale“ (dt.: Stadt – 3 Einwohner – zu verkaufen)) Luckenbach für 30.000 $ und übernahm die Leitung des dortigen Tanzlokals, der Luckenbach Dance Hall.
Heute vermittelt Luckenbach mit seiner geringen Einwohnerzahl und seinen Wild-West-Wurzeln noch immer das Gefühl einer Geisterstadt. Die beiden Hauptgebäude Luckenbachs sind das Haus, in dem sich die Poststelle, der Laden und der Saloon befinden, sowie das Tanzlokal.

## Luckenbach und die Country-Musik
Luckenbachs enge Verbindung zur Country-Musik begann im Sommer 1973, als Jerry Jeff Walker in der Luckenbach Dance Hall das Live-Album Viva Terlingua aufnahm, das zu einem der Klassiker in der Outlaw-Bewegung der Country-Musik wurde.
Vier Jahre später setzten Waylon Jennings und Willie Nelson Luckenbach mit dem Lied Luckenbach, Texas (Back to the Basics of Love) ein Denkmal.